# Мягков, Михаил Иванович
Михаил Иванович Мягков, Мягкой, Мягкий (1799—1852) — русский живописец, академик Императорской Академии художеств.

## Биография
Родился в семье крепостного крестьянина в одном из сёл Череповецкого уезда Новгородской губернии. При содействии князя Ф. С. Голицина в 1814 году поступил в Императорскую Академию художеств «для обучения архитектуре». В дальнейшем он специализировался как живописец. По классу исторической живописи учился в качестве своекоштного ученика у А. Е. Егорова (1814—1818). После окончания Академии художеств продолжал заниматься у Егорова в течение 7 лет. В 1817 году получил вольную. Получил малую серебряную медаль Академии художеств (1817). Звание художника и аттестат 2-й степени (1818). Получил звание «назначенного в академики» (1829).
Осенью 1828 года президенту Императорской Академии художеств А. Н. Оленину было направлено письмо из Кабинета его императорского величества по случаю поступившей от начальника Колывано-Воскресенских заводов П. К. Фролова просьбы подыскать преподавателя рисования для местного горного училища. Кандидатура Мягкова была утверждена, и он был определён на службу учителем рисования в Барнаульское горное училище. Преподавательская деятельность Михаила Ивановича Мягкова получила признание и была отмечена наградами.
Педагогическую деятельность Мягков совмещал с активной творческой работой. Михаил Иванович проявил себя как исторический живописец и портретист, работал в религиозной живописи. Изображения для храмов писались именно как картины на холстах, в традиции академической живописи. Он выполнял заказы для храма Св. Дмитрия Ростовского при Барнаульской богадельне (1830—1831), иконы для церкви Сузунского завода (1830—1841), Петропавловской церкви при Салаирском заводе (1831—1835), церкви Локтевского завода (1835), Омского Никольского казачьего собора (1836—1840), церкви Змеиногорского рудника. Ни одна из религиозных композиций Мягкова не сохранилась. Известен всего один авторский рисунок к неосуществленной картине «Бог Саваоф».
Намного больше известно о деятельности Михаила Ивановича Мягкова как портретиста. К его достоверным произведениям относят: «Портрет И. Ф. Шамшина с дочерью Елизаветой» (1820-е); «Портрет Л. А. Соколовского» и «Портрет Е. А. Соколовской» (1838—1841); «Портрет Ф. А. Геблера» (около 1840).
Прожив в Барнауле более двадцати лет, Мягков внес большой вклад в развитие художественной жизни: профессиональное обучение, первые в истории города мастерские, монументальные заказы, многочисленные частные портреты. Открыл в Барнауле собственную иконописную мастерскую.
Михаил Иванович Мягков умер в 1852 году. Похоронен в Барнауле.

## Галерея
- Примеры работ М. И. Мягкова
- Сцена из жизни сибирских дикарей
- Запрестольный образ «Бог Саваоф» для Локтевской церкви (эскиз)